# Koprofágie

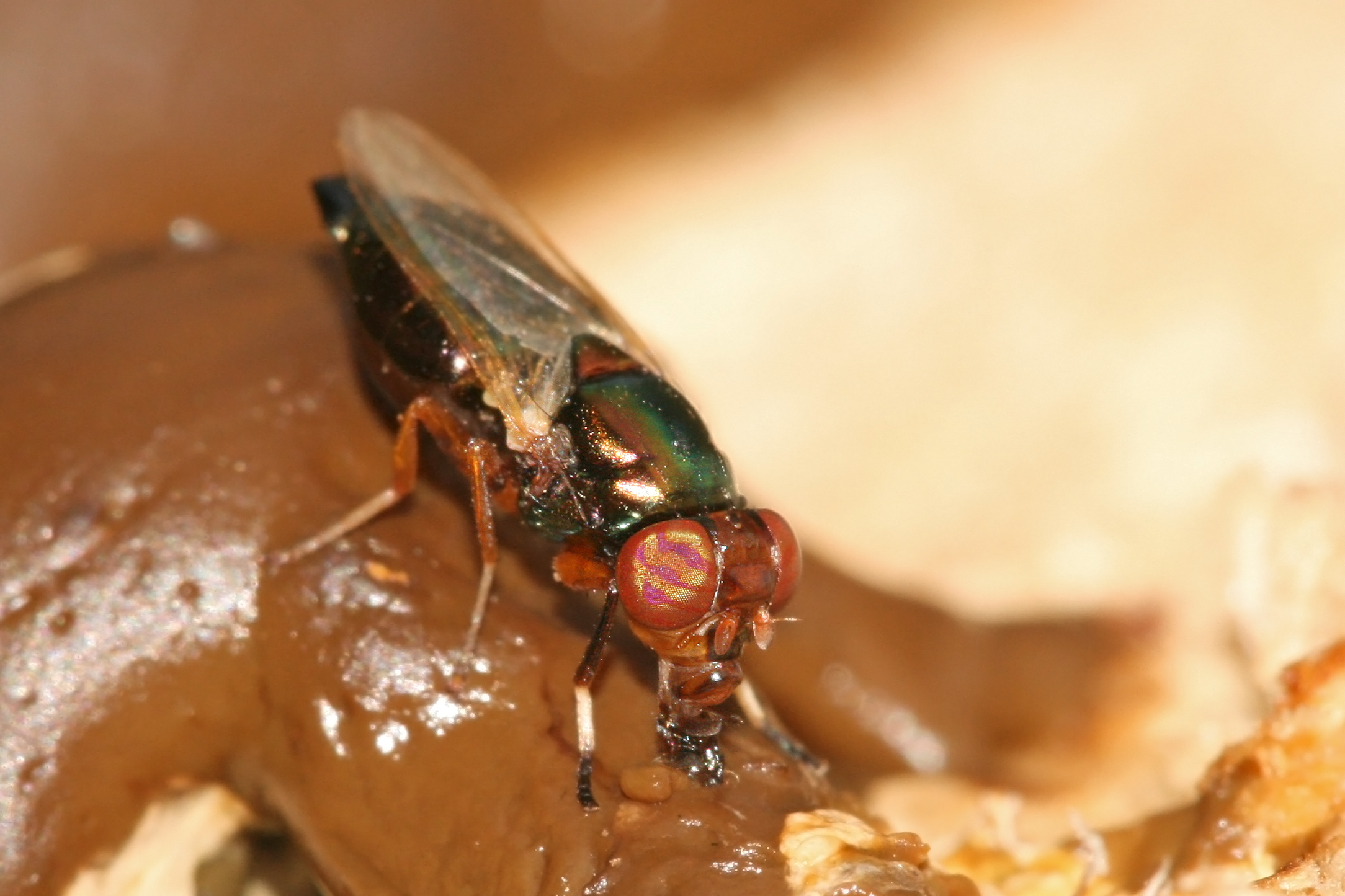
Koprofág – Physiphora alceae

Koprofágie (z řeckých slov copros „výkal“ a phagein „jíst“) je označení pro požírání exkrementů jiných živočichů. Koprofág je živočich, jehož potravou jsou exkrementy jiných živočichů.
Koprofágové patří mezi saprofágy a jim je nadřazený termín dekompozitor.
Z hlediska druhového a početního zastoupení představují nejvýznamnější skupiny koprofágů bakterie, houby a hmyz – nejpočetnější jsou brouci a dvoukřídlí.
Ke koprofágním broukům patří asi 150 koprofágních druhů čeledi chrobákovití (Geotrupidae), hnojníci (podčeleď Aphodiinae čeledi vrubounovití – Scarabaeidae, asi 1500 koprofágních druhů) a vrubouni (podčeleď Scarabaeinae, více než 5000 koprofágních druhů). Obecně se dospělci a larvy těchto tří skupin v drtivé většině živí přímo trusem. Ostatní skupiny koprofilních brouků jsou omnivorní (všežraví) suchozemští vodomilové (Hydrophilidae – dospělec je koprofágní, larva dravá) a draví drabčíci (Staphylinidae) a mršníci (Histeridae), kteří na exkrementech loví larvy jiného hmyzu.

## Požírání vlastních výkalů
Požírání vlastních výkalů se nazývá cerkofagie.
V trávicí soustavě býložravců žije značné množství symbiontů napomáhajících trávení celulózy (některé druhy bakterií a kvasinek). Ze savců např. nutrie, zajíci, králíci, morčata aj. požírají vlastní kašovitý trus (tzv. cekotrofní trus), který je v tenkém střevě využíván jako zdroj důležitých nutričních látek a obsahuje i symbionty. Je to produkt slepého střeva, lesklý výkal ledvinovitého tvaru. Projde trávicí soustavou a je vyloučen ve formě tuhých bobků. Mláďata koalů požírají kašovitý trus matky, obsahující natrávené eukalyptové listy. Podobně se chovají údajně pštrosí kuřata, která zobou jako první potravu trus rodičů, který obsahuje potřebné kmeny bakterií, a někteří býložraví plazi, např. scink šalomounský.

## U lidí
U lidí je běžně pojídání výkalů, není-li vynuceno okolnostmi (zasypání v lavině apod.), hodnoceno jako parafilie čili sexuální úchylka, typ koprofilie; zrakové (vizuální, optické), čichové (olfaktorické) a hmatové (taktilní) vzrušování se výkaly je koprolagnie.